# 国設知床野営場

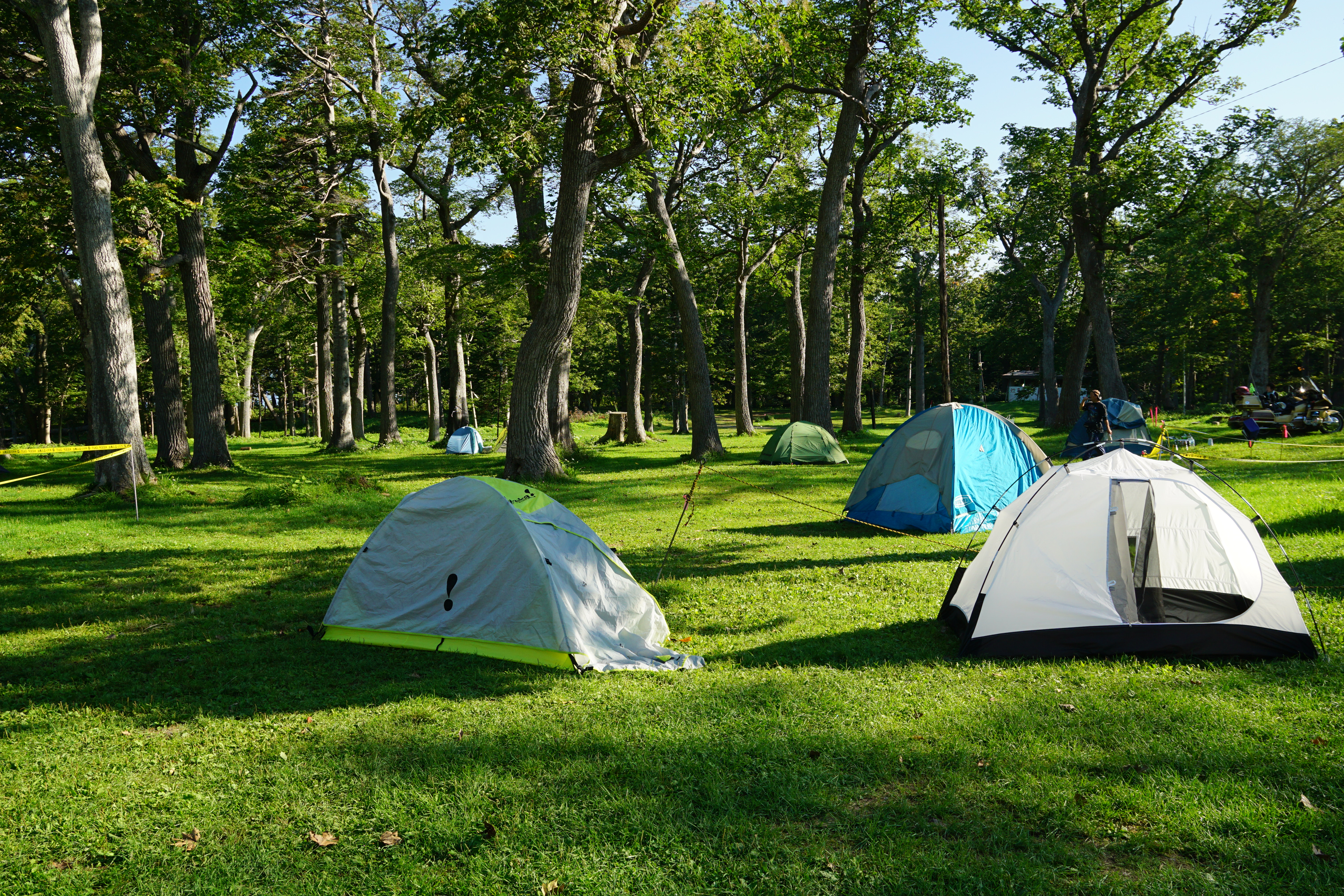
国設知床野営場

国設知床野営場（こくせつしれとこやえいじょう）は北海道斜里郡斜里町にあるキャンプ場。

## 概要
知床の観光拠点のひとつであるウトロの市街地から約1キロの高台にあり、知床八景のひとつとして知られる「夕陽台」、およびウトロ温泉街に隣接する。
野営場周辺はエゾマツ・トドマツなどの亜高山帯針葉樹、およびミズナラ・センノキ・ニレ・カンバなど落葉広葉樹の混在する針広混交林となっており、林野庁北海道森林管理局が管理する「知床森林スポーツ林」に含まれる。2008年（平成20年）には「知床の森林に関する情報発信」などを目的として「知床ボランティア活動施設」が開所。また、キャンプ利用が行われていない冬季には森歩き体験なども実施されている。

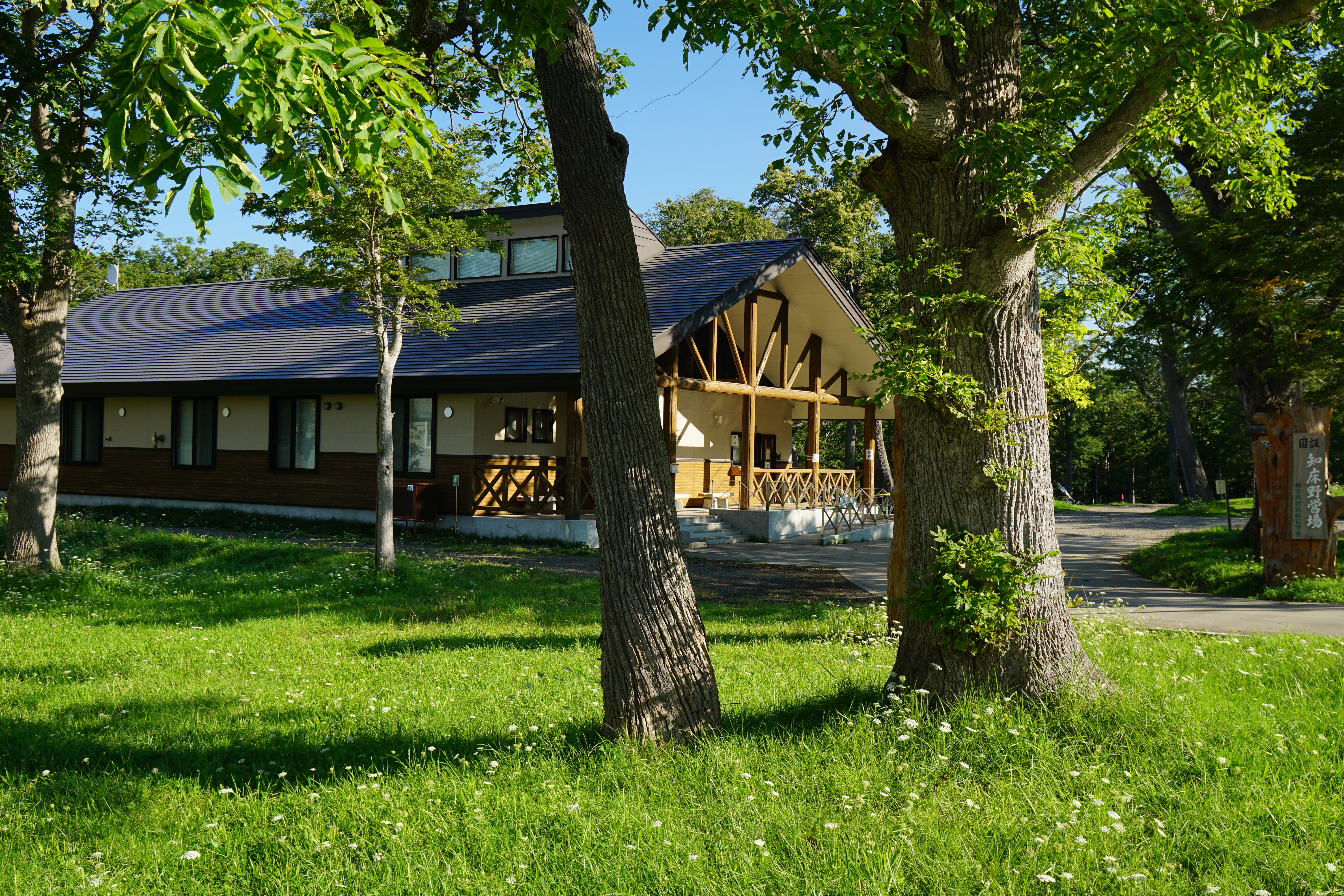
管理棟
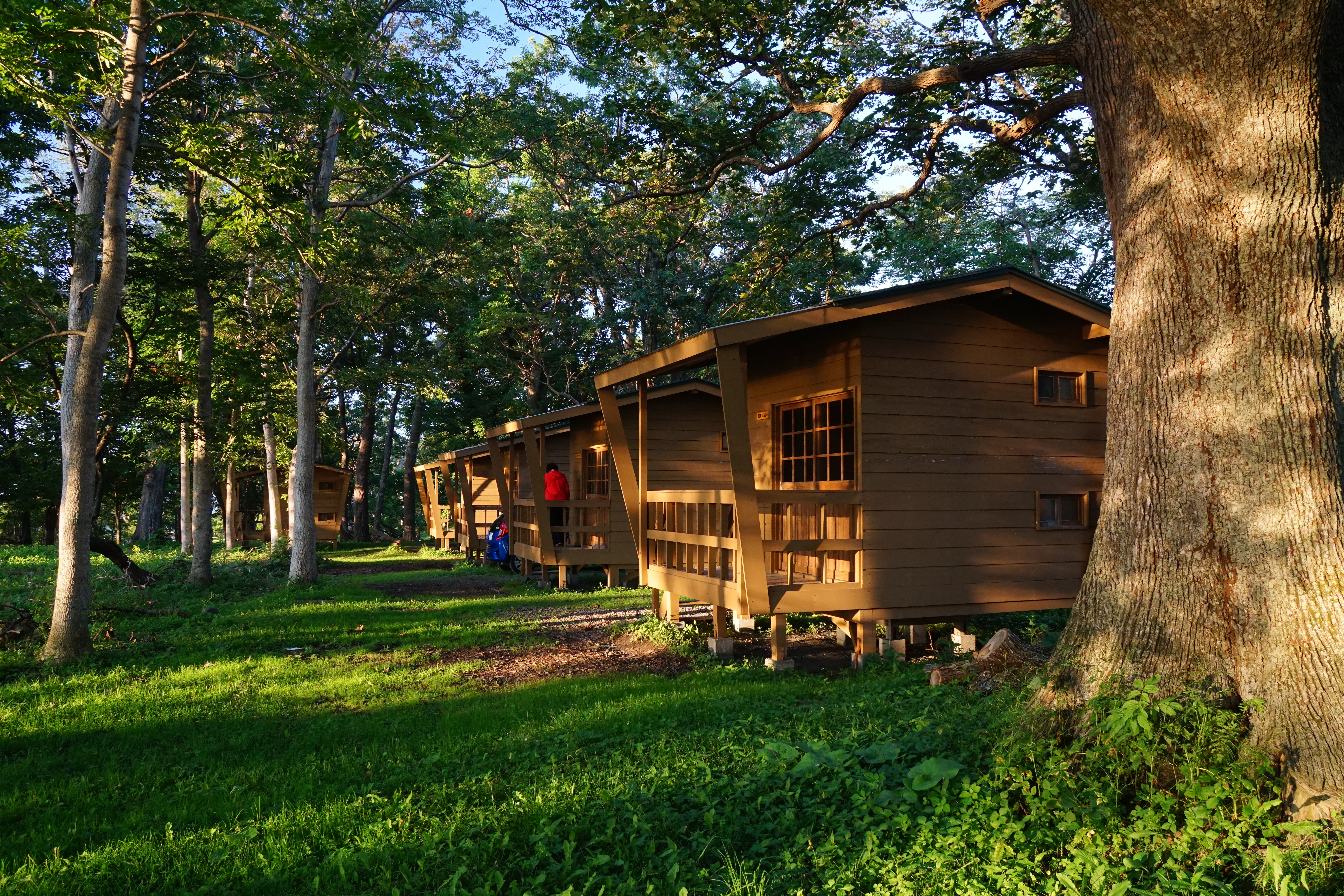
キャビン
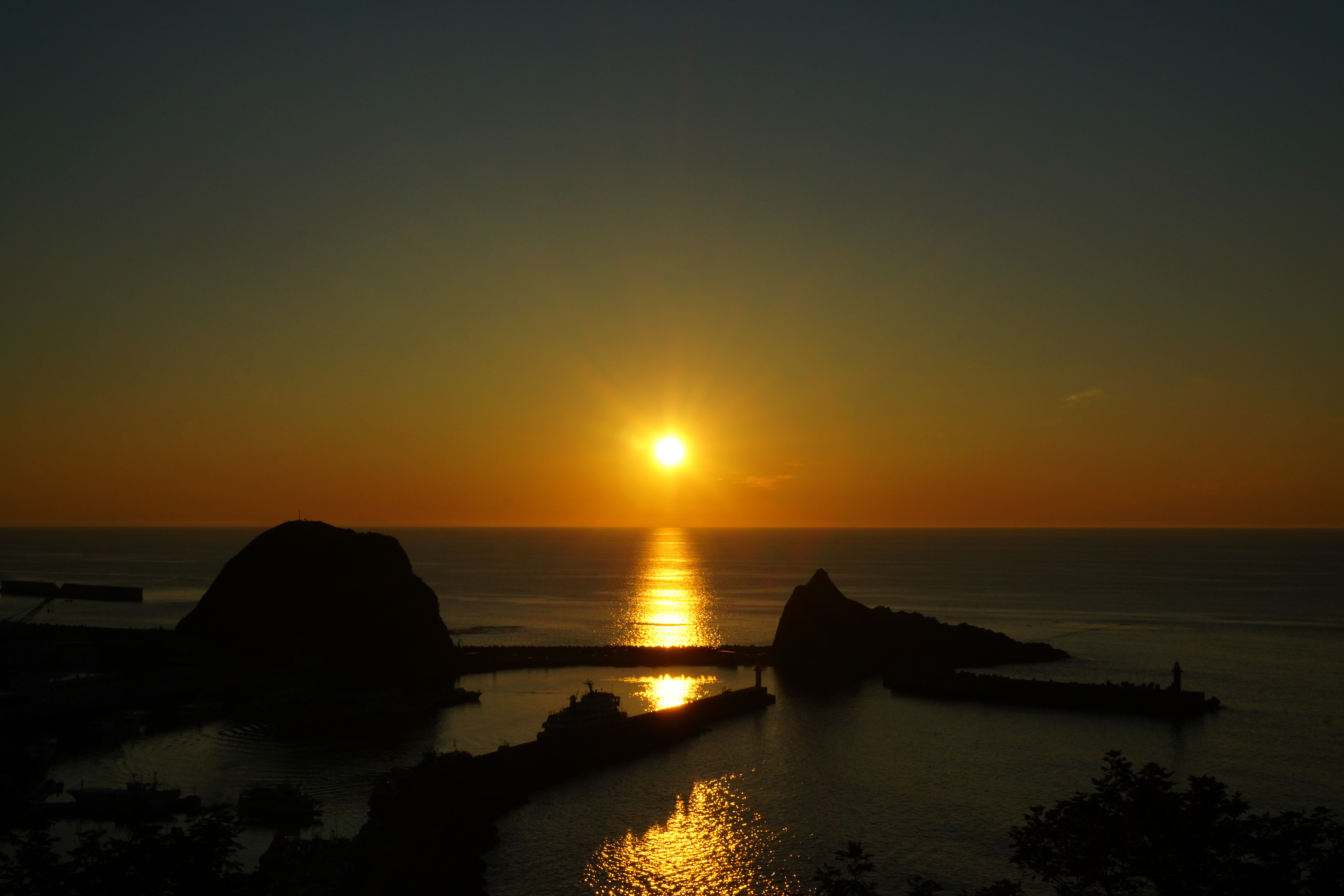
夕陽台からの眺望
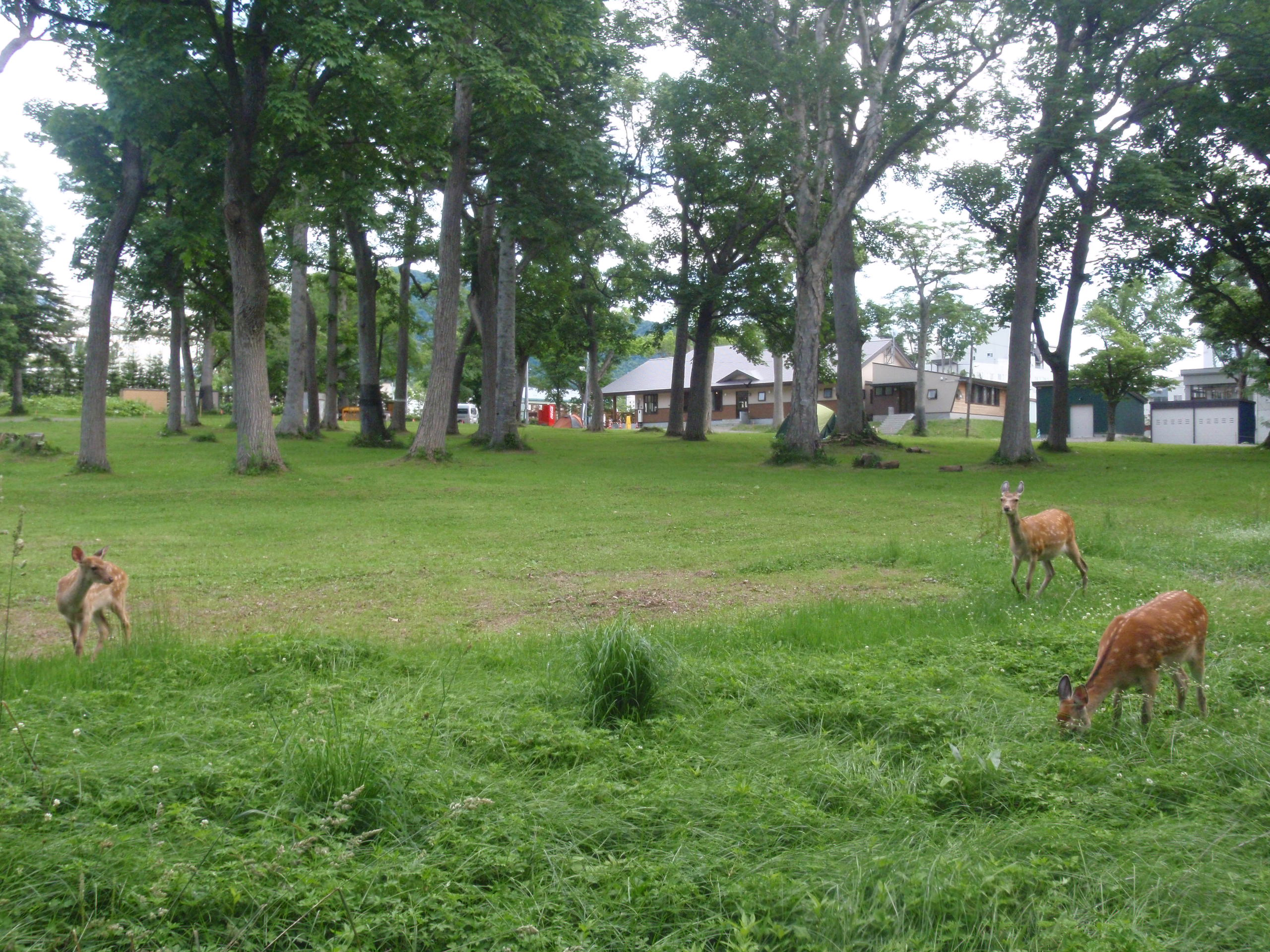
野営場内で草を食むエゾシカ

## 利用
- 営業期間：6月1日～9月30日
- 定員：200名、テント60張、キャビン5棟（キャビンは要予約）
- オートキャンプ不可

料金などは外部リンク参照

## 所在地
北海道斜里郡斜里町ウトロ香川

## 交通アクセス
- 斜里バスウトロターミナルから徒歩約20分、またはバス5分